# No Show Museum
Das No Show Museum ist ein Museum, das sich dem Nichts und seinen vielfältigen Erscheinungsformen in der Geschichte der Kunst widmet. Gegründet wurde es 2013 vom Schweizer Künstler und Kurator Andreas Heusser. Die Sammlung des Museums umfasst rund 500 Werke und Dokumente von über 150 internationalen Künstlern des 20. und 21. Jahrhunderts.

## Virtuelle Sammlung
Die Sammlung des Museums erstreckt sich über vier Stockwerke, die aus je zwei Trakten bestehen. Gezeigt werden Werke, Dokumente und Artefakte der Konzeptkunst, Minimal-Art, Malerei, Performance-Kunst, Fotografie, Literatur, Theater, Film und Musik. Die verschiedenen Trakte widmen sich thematisch den unterschiedlichen Zugängen zum Nichts:
- Nichts als Verweigerung: Die Kunst des Nichtstuns
- Nichts als Auslöschung: Die Kunst der Vernichtung
- Nichts als Leere: Die Kunst der Absenz
- Nichts als Unsichtbarkeit: Die Kunst des Nichtwahrnehmbaren, Ungesehenen, Versteckten
- Nichts als Reduktion: Die Kunst des Minimalismus
- Nichts als Lücke: Die Kunst der Auslassung
- Nichts als Statement: Die Kunst des Nichtssagens
- Nichts als Vorstellung: Die Kunst der reinen Imagination

Zu sämtlichen Künstlern und ihren Werken werden Hintergrundinformationen in Deutsch, Englisch und Spanisch geboten.
Ergänzt wird das Angebot mit einer Bibliothek, die weiterführende Texte, Publikationen, Ausstellungskataloge und Forschungsarbeiten zum Thema Nichts in der Kunst, aber auch in anderen Disziplinen (Philosophie, Wissenschaft, Literatur, Musik etc.) bereitstellt.

## Mobiles Museum

### Begehbarer Bus

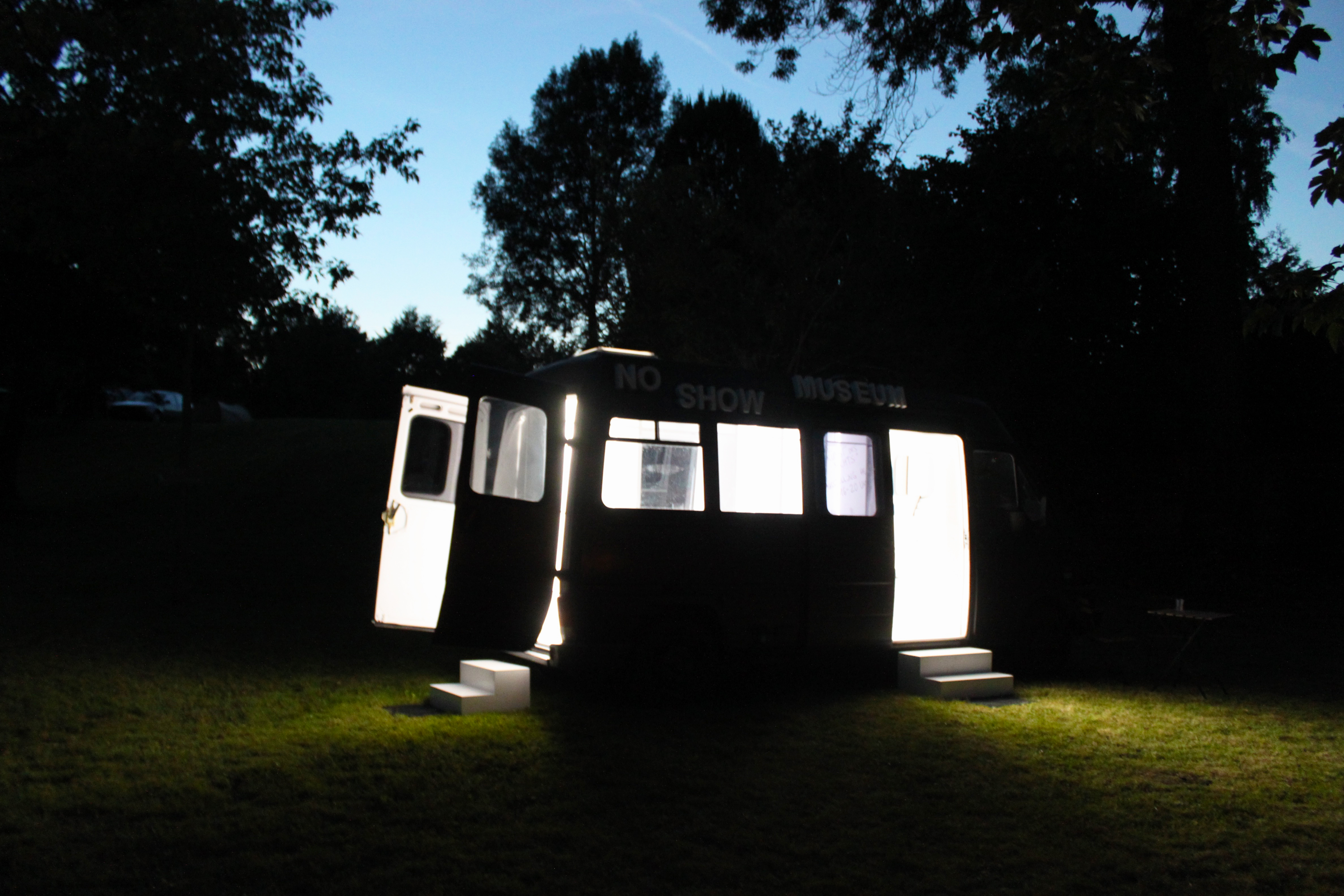
Der mobile Ausstellungsraum des No Show Museums. Mansbach, 2015

Seit 2015 befindet sich das No Show Museum mit einem umgebauten Bus auf Welttournee. Inwendig ist das mobile Museum ein futuristisch anmutender White Cube (4 m Länge, 2 m Breite, 2,10 m Höhe), in dem die aktuelle Sonderausstellung gezeigt wird. Ausserdem bietet es via iPad-Stationen Zugang zur virtuellen Sammlung und beherbergt den Museumsshop mit einer limitierten Auswahl an Souvenirs wie der Buy Nothing Card (Persönliche Kreditkarte, mit der man nichts kaufen kann) oder Art Free Air (Kunstfreie Luft als Arzneimittel für Allergiker). Die mattschwarz lackierte Aussenfläche des Busses dient als wandelnde Wandtafel, die mit Ankündigungen und Informationen zu den aktuellen Ausstellungen beschriftet werden kann.

### Thematische Sonderausstellungen
Die Sonderausstellungen im mobilen Museum beleuchten jeweils bestimmte Aspekte, Varianten und Themen des Nichts in der Kunst: Invisible Artworks (2015) präsentierte 24 immaterielle und unsichtbare Werke der Konzeptkunst. Im Fokus der Schau Nothing is impossible (2016) standen Kunstwerke, die es nicht gibt und unmöglich geben kann (z. B. weil es schlicht die Möglichkeiten des Machbaren übersteigt, das Kunstwerk zu produzieren oder weil der Versuch, es zu realisieren, zu unauflöslichen konzeptuellen und logischen Widersprüchen führt.) In der Sonderausstellung ¡No falta nada! (2017) ging es um die Kunst des Nichts als Abwesenheit, z. B. weil das Kunstwerk abhandengekommen oder unwiderruflich zerstört worden ist, oder weil es gar nie existiert hat.

## Welttournee des Nichts
Das No Show Museum hat sich der Aufgabe verschrieben, das Nichts überall in der Welt zu verbreiten: Jahr für Jahr sollen neue Kontinente und Regionen für das Nichts erschlossen werden.  Die erste Etappe der Nothing World Tour startete in Zürich im Juli 2015 und führte durch 20 Länder Mittel- und Nordeuropas. Die Tour umfasste rund 30 Ausstellungen in Museen und leeren Galerien, auf öffentlichen Plätzen und abgeschiedenen Orten. Sie endete im Oktober 2015 in Venedig, wo das No Show Museum als offizieller Teilnehmer der 56. Kunstbiennale den Lido und den Salon Suisse bespielte. Im Sommer 2016 wurde das mobile Museum für eine zweite, 80-tägige Ausstellungstour nach New York verschifft. Die Nordamerika-Tour führte durch 20 Staaten der USA und Kanada an die Westküste der USA und bis nach Mexiko. Die dritte Etappe führte von November 2017 bis Januar 2018 von Baja California in Mexiko durch die Länder Zentralamerikas (Guatemala, El Salvador, Honduras, Nicaragua, Costa Rica, Panama) bis nach Kolumbien, mit zahlreichen Ausstellungen im öffentlichen Raum und in Zusammenarbeit mit Museen und lokalen Galerien. Als vierte Etappe fand im Herbst 2018 eine Westeuropa-Tour statt mit Ausstellungen in Frankreich, Spanien und Portugal statt, unter anderem im Museum für Kunst, Architektur und Technologie (MAAT) in Lissabon.

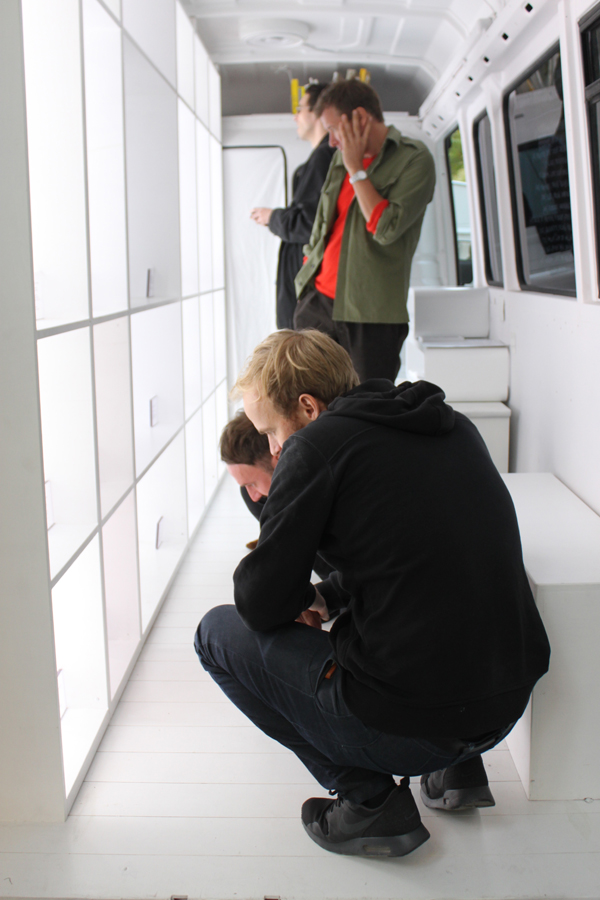
Sonderausstellung Invisible Artworks im mobilen Museum, Budapest, 2015

## Konzeptueller Hintergrund

### Nichts als ästhetische Kategorie
In der Moderne entwickelt sich das „Nichts“ zu einer ebenso eigenständigen ästhetischen Kategorie wie das Schöne, das Hässliche oder das Absurde. In der künstlerischen Auseinandersetzung mit dem (Nicht-)Phänomen Nichts werden traditionelle Mittel der Formgebung in Frage gestellt und neue Möglichkeiten der räumlichen, zeitlichen und materiellen Gestaltung erprobt. Dabei wird das Nichts meist als Negation von Sein und Gegenständlichkeit verstanden, obwohl sich das Nichts streng genommen nicht definieren lässt. Dass jeder Versuch der Beschreibung oder Versinnlichung zum Scheitern verurteilt ist, hat viele Künstler des 20. Jahrhunderts umso mehr angespornt, sich intensiv mit Nichts und den Fragen seiner Darstellbarkeit zu beschäftigen. Das Resultat ist eine Vielzahl von künstlerischen Strategien und Werken zum Nichts.

### Nichts als Readymade
Mit seinen ersten Readymades hat Marcel Duchamp ab 1913 vorgeführt, wie jeder x-beliebige Gegenstand zu Kunst werden kann, wenn er in den Kontext der Kunst gestellt wird. Der neue Kontext verändert den Blick auf das Objekt: Es wird nicht mehr als blosser Gegenstand wahrgenommen, sondern als Platzhalter einer Idee oder künstlerischen Intention. Im Zuge solcher Zuschreibungen verwandelt sich das ehemals gewöhnliche Objekt in ein Kunstwerk. Mit dem gleichen Prinzip kann auch das Nichts „die Würde eines Kunstwerks erlangen durch die Wahl des Künstlers“ (André Breton). Ob es als Kunstwerk (an)erkannt wird und Anschluss an den Kunstdiskurs findet, hängt in erster Linie vom institutionellen und kontextuellen Umfeld ab, in dem es gezeigt wird. Das No Show Museum ist ein Versuch, einen solchen institutionellen Rahmen zu schaffen, der langfristig sicherstellt, dass Nichts Kunst ist.

### Das Museum als mobiler Kunstkontext
Das Museum verfügt über einen realen Ausstellungsraum in Form eines umgebauten Busses. Damit ist ein mobiler Kunstkontext geschaffen, der einerseits an etablierte Institutionen andocken kann, andererseits auch autonom besteht. Zudem bietet das mobile Museum die Möglichkeit, neue Regionen und Räume für die Kunst des Nichts zu erschließen. Es hat dann die Funktion eines Markierungselementes, mit dem ein beliebiger Ort als Ausstellungsgelände gekennzeichnet werden kann.

### Das Museum als Parabel
Auf struktureller Ebene bildet das No Show Museum typische Mechanismen, Rituale und Strategien von etablierten Institutionen des Kunstbetriebs nach. Dadurch wird es zum Modell, an dem sich beobachten lässt, welche Rahmenbedingungen vorhanden sein müssen, damit etwas – oder eben „nichts“ – als Kunst (an)erkannt wird. Was braucht es zur erfolgreichen Vermittlung und Vermarktung von Kunst?

## Liste der im No Show Museum präsentierten Künstler
- Ignasi Aballí
- Marina Abramovic
- Akademia Ruchu
- Alphonse Allais
- Francis Alÿs
- Paweł Althamer
- Keith Arnatt
- Art and Language
- Michael Asher
- David Batchelor
- John Baldessari
- Joseph Beuys
- Irma Blank
- Robert Barry
- Mel Bochner
- Marinus Boezem
- Maurizio Bolognini
- George Brecht
- Marcel Broodthaers
- Stanley Brouwn
- Stefan Brüggemann
- Chris Burden
- Daniel Buren
- James Lee Byars
- John Cage
- Lewis Caroll
- Graciela Carnevale
- Maurizio Cattelan
- Lai Chih-Sheng
- Christo
- Jay Chung
- Sebastian Cichocki
- Nathan Coley
- Martin Creed
- Song Dong
- Marcel Duchamp
- Eric Doeringer
- Maria Eichhorn
- Elmgreen and Dragset
- Cerith Wyn Evans
- Robert Filliou
- Spencer Finch
- Urs Fischer
- Henry Flynt
- Ceal Floyer
- Paweł Freisler
- Tom Friedman
- Ryan Gander
- Dora Garcia
- Eugen Gomringer
- Alexandre Gurita
- Simon Gush
- Hans Haacke
- Denis Handschin
- Noriyuki Haraguchi
- Jeppe Hein
- Michael Heizer
- Knut Henrik Henriksen
- Roger Hiorns
- Carsten Höller
- Stewart Home
- Vlatka Horvat
- Tehching Hsieh
- Douglas Huebler
- Bethan Huws
- Robert Irwin
- Bruno Jakob
- Ray Johnson
- Raphaël Julliard
- Roxy Kawitzky
- Martin Kippenberger
- Yves Klein
- Imi Knoebel
- Daniel Knorr
- Christine Kozlov
- Agnieszka Kurant
- Sol LeWitt
- Thomas Locher
- Kazimir Malevich
- Theresa Margolles
- Walter de Maria
- Agnes Martin
- Gordon Matta-Clark
- Francesco Matarrese
- Piero Manzoni
- Gustav Metzger
- Ghislain Mollet-Viéville
- Andrei Wiktorowitsch Monastyrski
- Sarah Morris
- Gianni Motti
- Anthea Moys
- Mark Mumford
- Carsten Nicolai
- Claes Oldenburg
- Roman Ondák
- Yoko Ono
- Jean-Michel Othoniel
- Nam June Paik
- Laurie Parsons
- Vincenzo Peruggia
- Jack Pierson
- Simon Pope
- Robert Rauschenberg
- Man Ray
- Ad Reinhardt
- Gerhard Richter
- Alexander Michailowitsch Rodtschenko
- Gerwald Rockenschaub
- Roland Roos
- Mark Rothko
- Robert Ryman
- Karin Sander
- Gregor Schneider
- Tino Sehgal
- Richard Serra
- Santiago Sierra
- Mieko Shiomi
- Herbert Schuldt
- Matt Sheridan Smith
- Robert Smithson
- Lawrence Sterne
- Hiroshi Sugimoto
- Superflex
- Rirkrit Tiravanija
- Endre Tót
- James Turrell
- Lee Ufan
- Günter Umberg
- Ben Vautier
- Herman de Vries
- Franz Wanner
- Andy Warhol
- James Webb
- Ai Weiwei
- Neil Wenman
- Doug Wheeler
- Ed Young
- Rémy Zaugg